# Lepanthes tachirensis
Lepanthes tachirensis là một loài thực vật có hoa trong họ Lan. Loài này được Foldats mô tả khoa học đầu tiên năm 1968.